# Manuel de Oliveira (lekkoatleta)
Manuel Figueiredo de Oliveira (ur. 20 października 1940 w Mangualde, zm. 19 października 2017 w Lizbonie) – portugalski lekkoatleta, średnio– i długodystansowiec, trzykrotny olimpijczyk.

## Kariera sportowa
Odpadł w eliminacjach biegu na 5000 metrów na igrzyskach olimpijskich w 1960 w Rzymie. Zdobył brązowy medal na tym dystansie, a także zajął 5. miejsce w biegu na 1500 metrów na igrzyskach ibero-amerykańskich w 1960 w Santiago. Na mistrzostwach Europy w 1962 w Belgradzie odpadł w eliminacjach biegów na 1500 metrów i 5000 metrów. Zwyciężył w biegu na 1500 metrów oraz zdobył srebrne medale w biegu na 5000  metrów i w biegu na 3000 metrów z przeszkodami na igrzyskach ibero-amerykańskich w 1962 w Madrycie.
Swój największy sukces de Oliveira odniósł na igrzyskach olimpijskich w 1964 w Tokio, gdzie zajął 4. miejsce w biegu na 3000 metrów z przeszkodami. Był również zgłoszony do startu w biegach na 1500 metrów i na 5000 metrów, ale w nich nie wystąpił. Zajął 9. miejsce w biegu na 5000 metrów oraz odpadł w eliminacjach biegów na 1500 metrów i na 3000 metrów z przeszkodami na mistrzostwach Europy w 1966 w Budapeszcie. Na igrzyskach olimpijskich w 1968 w Meksyku odpadł w eliminacjach biegu na 3000 metrów z przeszkodami, a w biegu na 5000 metrów nie wystartował.
De Oliveira był mistrzem Portugalii w biegu na 1500 metrów w latach 1960–1962 i 1964, w biegu na 5000 metrów w latach 1960–1962, 1964 i 1965, w biegu na 10 000 metrów w 1965, w biegu na 3000 metrów z przeszkodami w 1966 oraz w biegu przełajowym w 1962, 1964, 1965, 1967 i 1968.